# Barnard Castle

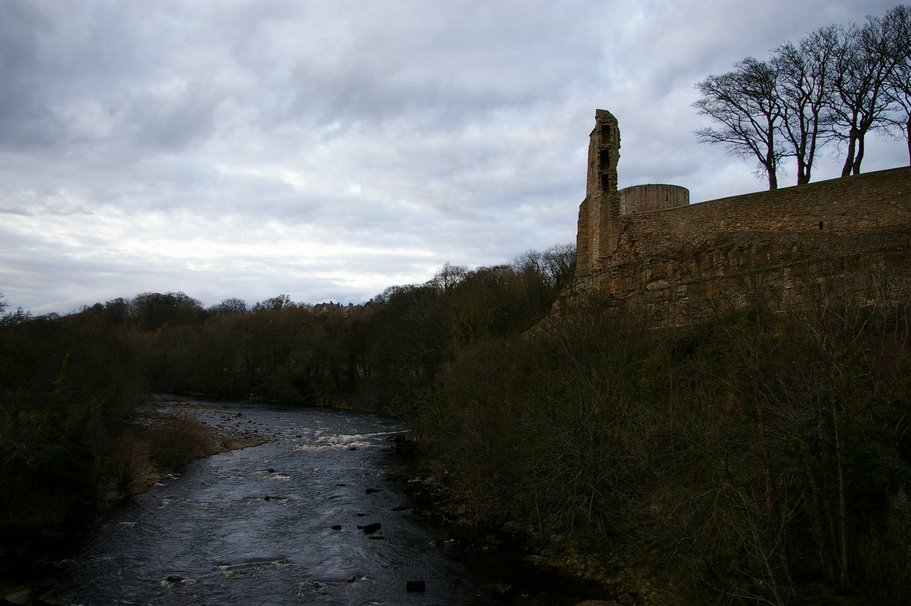
Fluss Tees bei Barnard Castle

Barnard Castle ist der Name einer Burg und auch der sie umgebenden Stadt im nordenglischen County Durham. Sie liegt nördlich des Flusses Tees, gegenüber Startforth. Außer der Burgruine gehören auch das Bowes Museum und die historische Altstadt zu den Attraktionen von Barnard Castle.

## Lage
- Lage über dem Meeresspiegel: 180 m (600 feet)
- Nächste größere Stadt: Darlington, 30 km

## Berühmte Einwohner
- Cyril Northcote Parkinson (1909–1993), Autor und Historiker
- Anne Fine (* 1947), Kinderbuchautorin

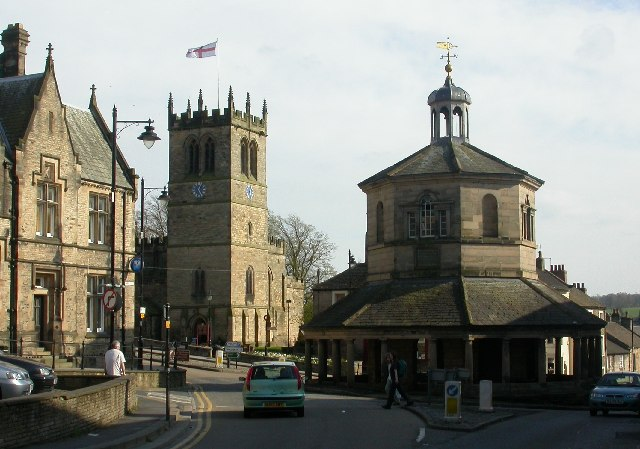
Blick auf den Marktplatz, Barnard Castle

## Geschichte
Die Burg wurde von den Normannen kurz nach der Eroberung der Region erbaut, erlebte jedoch die größte Bedeutung unter Bernard de Bailleul in der zweiten Hälfte des zwölften Jahrhunderts.  Die Burg blieb im Besitz der Familie Balliol, deren bekanntestes und wichtigstes Mitglied John Balliol König von Schottland war.
Ein späterer Besitzer war Richard Neville, der Graf von Warwick. Seine Tochter Anne Neville vererbte es ihrem zweiten Ehemann, dem späteren König Richard III. Nach dessen Tod 1485 verfiel die Burg.
Walter Scott kam bei den häufigen Besuchen bei seinem Freund John Sawrey Morritt in die Region und war begeistert von Teesdale. Er beginnt sein poetisches Werk Rokeby (1813) mit einem Mann, der auf dem runden Turm der Burg von Barnard Castle Wachdienst tut.
Charles Dickens und sein Illustrator Hablot Browne hielten sich zu Recherchezwecken im Winter 1837–38 in Barnard Castle auf, um Material für den Roman Nicholas Nickleby zu sammeln. Auch in anderen Werken verarbeiteten sie Eindrücke aus Barnard Castle.

## Sehenswürdigkeiten
- Burgruine
- Bowes Museum
- Egglestone Abbey
- Felsritzungen und Steinkreis im Barningham Moor